# Gare de Yamashiro-Aodani
La gare de Yamashiro-Aodani (山城青谷駅, Yamashiro-Aodani-eki) est une gare ferroviaire localisée dans la ville de Jōyō dans la préfecture de Kyoto. La gare est exploitée par la JR West.

## Service des voyageurs

### Desserte
Deux trains de la ligne Nara s'arrêtent à la gare de Yamashiro-Aodani.
- Local (普通 Futsu)
- Regional Rapid Service (区間快速 Kukan-kaisoku)

Les trains Rapid service et Miyakoji Rapid Service ne s'arrêtent pas à la gare de Yamashiro-Aodani.
| 1 | ■Ligne Nara | pour Uji et Kyoto |
| 2 | ■Ligne Nara | pour Kizu et Nara |

| Direction Kyoto |  | JR West Ligne Nara                                         |  | Direction Nara |
| Nagaike         |  | Local 普通 Futsū                                           |  | Yamashiro-Taga |
| Nagaike         |  | Regional Rapid Service 区間快速 Kukan-kaisoku              |  | Yamashiro-Taga |
| Pas de service  |  | Rapid Service 快速 Kaisoku                                 |  | Pas de service |
| Pas de service  |  | Miyakoji Rapid Service みやこ路快速 Miyakoji Rapid Service |  | Pas de service |